# Дарон Малакян
Даро́н Варта́н Малакя́н (англ. Daron Vartan Malakian; вірм. Տարոն Վարդանի Մալաքյան) (* 18 липня, 1975) — американський музикант вірменського походження, гітарист альтернативної метал групи System of a Down.
Він займає тридцяте місце в Всесвітньому списку гітаристів — 100 найкращих хеві-метал гітаристів всього часу («The 100 Greatest Heavy Metal Guitarists Of All Time.»)

## Біографія
Дарон ріс у родині художників вірменського походження в маленькій квартирці в Голлівуді. Обидва його батьки мали пряме відношення до образотворчого мистецтва. Його батько, Вартан Малакян, малював обкладинки для альбомів, а мати, Зепур Малакян, була скульптором. Дарон захопився музикою в ранньому віці, і вже у віці чотирьох років збирав музичні записи.
У віці 12 років Дарону купили його першу гітару, в 20 у нього з'явилася ударна установка.
Дарон не вчився в музичній школі, він — самоучка. За інструментом Дарон проводив дуже багато часу. Заняття іноді тривали до 10 годин на добу. Дарон в 16 років перший раз вийшов на сцену з гуртом Hard Rock Band. Як Шаво і Серж він відвідував Вірменську школу в Голлівуді.
Дарон про себе самого: "Я майже ніколи не ходжу на вечірки, виняток — хокейні ігри «Лос-Анджелес Кінгз». Зазвичай я залишаюся вдома і слухаю музику. Я не зустрічаюся ні з якими моделями і не ходжу в стрип-бар. Я живу у своїх батьків і спілкуюся зі старими друзями. Якщо бачу, що хтось іде з репетиції засмученим, погано працює, то це передається і мені. Чортова робота! Але група для мене — найважливіше ". "Я дійсно меланхолік. Частково тому, що я не здоровий: у мене постійний стрес через те, що у нас вже мільйони прихильників. Раніше я писав для себе одного і моя мама була моєю публікою ".
Разом з Ріком Рубіном Малакян продюсував альбоми System of a Down, як і альбоми груп The Ambulance та Bad Acid Trip. У 2003 році Дарон організував власний звукозаписний лейбл EatUrMusic, і першим релізом студії став альбом групи Amen. На даний момент лейбл закритий.

## Гітари
У Дарона Малакяна величезна кількість гітар. Багато з них — старі гітари, які вже давно зняті з виробництва, ці гітари можна назвати справжніми раритетами. Основний сценічної гітарою є Gibson SG, яка востаннє перевидавалася в 1962 року.
За словами Дарона, він використовує багато гітар виключно для запису, але не для виступів, оскільки віддає перевагу легким гітарам на сцені.
Серед лінійки гітар Ibanez є гітара DMM1 — іменна гітара Дарона. Ця гітара є переробленою версією знаменитої гітари Ibanez Iceman IC300. Але, якщо переглянути список гітаристів на сайті Ibanez, що грають на гітарах виробника, то Дарона Малакяна серед них немає (так як з 2005 року він перестав бути ендорсером Ibanez), і на виступах повністю перейшов на Gibson SG Reissue' 61. Однак, на концерті 2-го травня 2010 року Дарон виступав з Ibanez Iceman.

## Цікаві факти
Іменна гітара Дарона DMM1, розмальована його батьком в стилі Mezmerize / Hypnotize, є баритоновою гітарою (гітарою зі збільшеною мензурою, яка в даному випадку становить 27 дюймів замість стандартних 25,5)
Ibanez Custom Iceman 2 (нижній ріг як у ICX, використовувався на Lowlands Festival 2001) є також баритоном.
На Хеллоуїн він вбрався дивним космонавтом з рогами, як у диявола, а Шаво персонажем з Вулиці Сезам — Оскаром.
У 2001 році він був сесійним музикантом у німецькому рок-гурті Rammstein, замінюючи ритм-гітариста Пауля Ландерса, що зламав ногу.
Основною гітарою Дарона на сцені на період з 2011 по 2012 є Gibson Custom SG Standard Reissue with Maestro VOS.